# Apollodorus (cràter)
Apollodorus és un cràter d'impacte de 41,5 km de diàmetre de Mercuri. Porta el nom de l'arquitecte de l'antiga Grècia Apol·lodor de Damasc (Ἀπολλόδωρος ὁ Δαμασκηνός), i el seu nom va ser aprovat per la Unió Astronòmica Internacional el 2008.
El seu aspecte inusual, amb canals foscos radials, va donar lloc a un sobrenom de «l'Aranya» pels científics abans que es va decidir el seu nom oficial. Apollodorus és a prop del centre de Pantheon Fossae, que és un sistema de grabens radials situats a la part interior de la conca Caloris. El sòl, la vora i les parets d'Apollodorus exposen un material de baixa reflectància (LRM, low reflectance material) excavat durant l'impacte de sota les planes volcàniques, que cobreixen la part central de la conca Caloris.
Actualment no se sap si va tenir un paper en la formació de les fosses o si la seva ubicació és simplement una coincidència, encara que els grabens no semblen tallar la vora del cràter, i les ejeccions d'impacte cobreixen els grabens, el que suggereix que Apollodorus és posterior al Pantheon Fossae. A més, el cràter està lleugerament (uns 40 km) desplaçat del centre exacte de la Pantheon Fossae.